# Michaela Hrbková
Michaela Hrbková (* 14. Juli 1987 in Olmütz) ist eine ehemalige tschechische Handballspielerin, die zuletzt beim Bundesligisten Frisch Auf Göppingen unter Vertrag stand.

## Karriere
Michaela Hrbková spielte anfangs in ihrer Geburtsstadt bei DHK Zora Olmütz, für den sie in der höchsten tschechischen Spielklasse und im Europapokal auflief. Von 2012 bis 2014 stand sie beim tschechischen Erstligisten DHK Sokol Poruba unter Vertrag. Anschließend schloss sich die Linkshänderin dem kroatischen Verein ŽRK Lokomotiva Zagreb an. Als Lokomotiva Zagreb in finanziellen Schwierigkeiten geriet, wechselte sie im Januar 2015 zum deutschen Bundesligisten Frisch Auf Göppingen. Im Juli desselben Jahres wechselte sie zum ungarischen Erstligisten Siófok KC. Hrbková kehrte im Februar 2016 wieder nach Göppingen zurück. Mit 210 Treffern gewann sie in der Saison 2016/17 die Torschützenkrone der Bundesliga. Nach der Saison 2020/21 beendete sie ihre Karriere.
Michaela Hrbková bestritt 139 Länderspiele für die tschechische Nationalmannschaft, in denen sie 392 Tore erzielte. Mit Tschechien nahm sie an der Weltmeisterschaft 2013 und an der Europameisterschaft 2012 teil.